# 布萊恩海岸
布萊恩海岸是南極洲的海岸，位於埃爾斯沃思地的別林斯高晉海南岸，處於普夫羅格納角和里德貝格半島之間，西面是埃茨海岸，東面是英國海岸。
73°35′S 84°0′W / 73.583°S 84.000°W